# فيليب مولر (فيزيائي)
فيليب مولر (بالألمانية: Philipp Müller)‏ (11 فبراير 1585-26 مارس 1659) كان فيزيائيًا ورياضيًا وطبيبًا ألمانيًا.

## مؤلفات
- مشكلة في التأقلم وعدم الكفاءة.
- أطروحة بحثية حول الرياضيات. . . لايبزيغ 1624
- الجيل النسيجي والخرسانة والانحلال. لايبزيغ 1615